# Длиннопёрый лиоскорпиус
Длиннопёрый лиоскорпиус (лат. Lioscorpius longiceps) — вид морских лучепёрых рыб семейства скорпеновых. Распространены в Индо-Тихоокеанской области от Японии до западной части Австралии. Длина тела составляет до 13 см. В первом спинном плавнике 11 жёстких лучей, а во втором спинном плавнике один жёсткий и 9—10 мягких лучей. В анальном плавнике два жёстких и 6 мягких лучей. Окраска при жизни розовая, с 5 бесформенными большими тёмными пятнами по бокам тела: первые три под шипами спинного плавника, одно под мягким спинным плавником и одно у основания хвостового плавника. Это глубоководные бентопелагические хищные рыбы, живущие на глубине 180—410 м на континентальном шельфе и континентальном склоне. Охранный статус вида не оценивался. Ядовитые рыбы. Промыслового значения не имеют